# Вишнёвое (Житомирский район)
Вишнёвое (укр. Вишне́ве) — село на Украине, находится в Житомирском районе Житомирской области.
Код КОАТУУ — 1822086502. Население по переписи 2001 года составляет 131 человек. Почтовый индекс — 12447. Телефонный код — 412. Занимает площадь 0,055 км².

## Адрес местного совета
12444, Житомирская область, Житомирский р-н, с. Сингуры, ул. Ленина, 1